# Естадио Луис Алфонсо Джани
Естадио „Луис Алфонсо Джани“ (на испански: Estadio Luis Alfonso Giagni) е многофункционален стадион в Асунсион, Парагвай. Известен е и като „Вия Елиса“ (Villa Elisa).
На него играе домакинските си мачове отборът на „Сол де Америка“. Капацитетът му е 10 000 зрители.